# Johan Richter (konstnär)

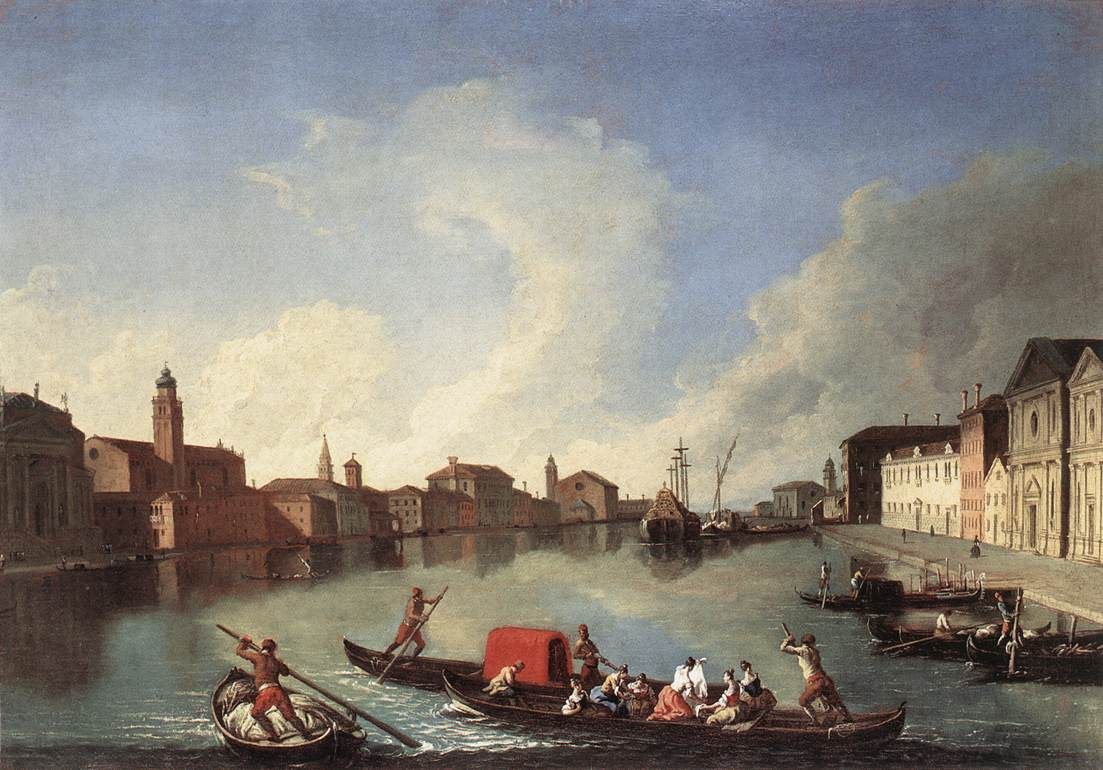
Utsikt över Giudeccakanalen

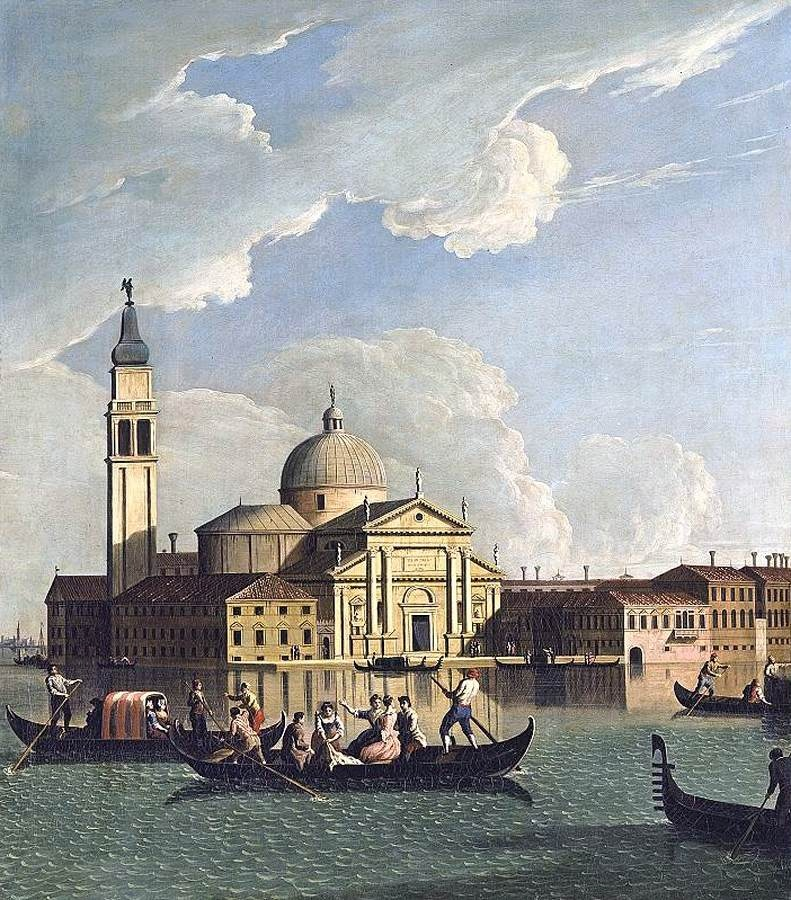
Utsikt över San Giorgio Maggiore

Johan (Giovanni) Richter, född omkring 1667, död 1745, var en svensk konstnär.
Johan Richter var bror till David Richter den yngre, Bengt Richter och Christian Richter samt kusin till David Richter den äldre.
Richter kom 1686 i lära hos Johan Sylvius vid Drottningholms slott, där han kvarstannade till omkring 1692. Omkring 1710 reste han till Venedig och blev där elev till  Luca Carlevaris, som också var lärare till Canaletto. Han utförde en mängd vyer från Venedig och är representerad på Nationalmuseum och i Stockholms universitets samling.